# Heriaeus graminicola
Heriaeus graminicola es una especie de araña cangrejo del género Heriaeus, familia Thomisidae. Fue descrita científicamente por Doleschall en 1852.

## Distribución
Esta especie se encuentra en Europa, Cáucaso e Irán.